# Алтаир (Сан-Паулу)
Алтаир (порт. Altair)  —  муниципалитет в Бразилии, входит в штат Сан-Паулу. Составная часть мезорегиона Сан-Жозе-ду-Риу-Прету. Входит в экономико-статистический  микрорегион Сан-Жозе-ду-Риу-Прету. Население составляет 3745 человек на 2006 год. Занимает площадь 316,088 км². Плотность населения — 11,8 чел./км².

## История
Город основан в 1959 году.

## Статистика
- Валовой внутренний продукт на 2003 составляет 184.068.663,00 реалов (данные: Бразильский институт географии и статистики).
- Валовой внутренний продукт на душу населения на 2003 составляет 50.485,10 реалов (данные: Бразильский институт географии и статистики).
- Индекс развития человеческого потенциала на 2000 составляет 0,766 (данные: Программа развития ООН).

## География
Климат местности: субтропический. В соответствии с классификацией Кёппена, климат относится к категории Cfb.